# Alfonsas Laurinavičius
Alfonsas Laurinavičius (* 15. März 1947 in Anužiai bei Endriejavas, Rajongemeinde Kretinga) ist ein litauischer Jurist und Historiker, Professor.

## Leben
1973 absolvierte das Diplomstudium der Geschichte an der Bildungsakademie der Vytautas-Magnus-Universität und promovierte 1998 an der Polizeiakademie Litauens. Von 1978 bis 1981 war er Direktor der Berufsschule Vėliučionys, von 1981 bis 1990 Oberinspekteur der Unterabteilung für Ermittlungen im Innenministerium Litauens. Ab 1990 arbeitete er an der Polizeiakademie von Litauen. Ab 1992 war er Hochschullehrer und ab 2002 Leiter des Lehrstuhls für Zollwesen. Seit 2008 ist er Professor.

## Bibliografie
- Bendruomenės ir teisėsaugos institucijų bendradarbiavimas, 2000
- Policijos administravimas užtikrinant visuomenės saugumą, 2000
- Bendruomenės teisėtvarka, 2001
- Žmogaus teisės ir policijos veikla, 2002
- Tarnybinė teisė: statutinės valstybės tarnybos teisinis reguliavimas, 2003
- Administravimo pareigūnų etika. Vadovėlis aukštųjų mokyklų studentams, 2001